# ويلهلم يوهان كارل زان
ويلهلم يوهان كارل زان (بالألمانية: Johann Karl Wilhelm Zahn)‏ هو رسام ومهندس معماري ألماني، ولد في 21 أغسطس 1800 في رودنبرغ في ألمانيا، وتوفي في 22 أغسطس 1871 في برلين في ألمانيا.